# Chelura
Chelura är ett släkte av kräftdjur som beskrevs av Philippi 1839. Chelura ingår i familjen Cheluridae.
Kladogram enligt Catalogue of Life och Dyntaxa:
| Chelura | \| \| Chelura insulae \| \| \| \| \| \| Chelura terebrans \| \| \| \| |
|         | \| \| Chelura insulae \| \| \| \| \| \| Chelura terebrans \| \| \| \| |
|         | Tropichelura                                                          |
|         |                                                                       |
|         | Chelura insulae                                                       |
|         |                                                                       |
|         | Chelura terebrans                                                     |
|         |                                                                       |

|  | Chelura insulae   |
|  |                   |
|  | Chelura terebrans |
|  |                   |